# Neiße-Malxetal
Neiße-Malxetal (niedersorbisch Dolina Nyse a Małkse) ist eine amtsangehörige Gemeinde im Landkreis Spree-Neiße in Brandenburg. Sie wird vom Amt Döbern-Land verwaltet, das seinen Sitz in der Stadt Döbern hat.

## Geografie
Die Gemeinde liegt im Südosten des Landes Brandenburg in der Niederlausitz an der Grenze zu Polen im historischen Siedlungsgebiet der Sorben/Wenden. Sie liegt direkt an der polnischen Grenze zwischen Forst (Lausitz) im Norden und Bad Muskau im Süden. Die Stadt Cottbus liegt ca. 20 bis 30 km nordwestlich.
Der Ortsteil Jerischke besitzt mit seinen drei Naturschutzgebieten und einem Flächennaturdenkmal eine sehenswerte Waldlandschaft. 2004 eröffnete hier das Informationszentrum Muskauer Faltenbogen. Namensgebende Flüsse sind die Lausitzer Neiße und die Malxe.

## Gemeindegliederung
Die Gemeinde gliedert sich nach ihrer Hauptsatzung in die folgenden Ortsteile mit den zugehörigen bewohnten Gemeindeteilen und Wohnplätzen:
- Groß Kölzig (niedersorbisch Wjeliki Kólsk) mit den Wohnplätzen Bruchmühle (Błotny Młyn), Katzarmühle (Kacarjowy młyn) und Thalmühle (Dolny Młyn)
- Jerischke (Jarješk) mit den bewohnten Gemeindeteilen Bahren (Barań), Pusack (Pusak) und Zelz (Selc) sowie dem Wohnplatz Teichhäuser (Gaty)
- Jocksdorf (Kósmejce)
- Klein Kölzig (Mały Kólsk)
- Preschen (Rjašćany) mit den bewohnten Gemeindeteilen Gosda II (Gózda) und Raden (Radom)

## Geschichte
Groß Kölzig, Jerischke, Jocksdorf, Klein Kölzig und Preschen gehörten seit 1816 zum Kreis Sorau in der preußischen Provinz Brandenburg und ab 1952 zum Kreis Forst im DDR-Bezirk Cottbus. Seit 1993 liegen die Orte im brandenburgischen Landkreis Spree-Neiße.
Die Gemeinde entstand am 31. Dezember 2001 aus dem freiwilligen Zusammenschluss der bis dahin selbstständigen Gemeinden Groß Kölzig, Jerischke, Jocksdorf, Klein Kölzig und Preschen.
Sorbische Wurzeln
Wie in der gesamten Lausitz sind die meisten Ortsnamen in der Gemeinde sorbischen Ursprungs. Der Ortsname Kölzig beschreibt eine Pfahlsiedlung (von nso. „koł“), der Name von Jerischke geht auf den Personennamen „Jarosław“ zurück. Die Bedeutung des ebenfalls aus dem Sorbischen stammenden Ortsnamens von Raden ist unklar, er geht entweder auf einen Personennamen oder auf das sorbische Wort für „froh“ zurück. Der Ortsname von Gosda II beschreibt eine Siedlung am trockenen Wald. Der Name Bahren geht auf das sorbische Wort für Schafbock zurück und der Ortsname von Zelz auf das Wort „sedlo“ für Siedlung.

## Bevölkerungsentwicklung
| Jahr | Einwohner |
| ---- | --------- |
| 2001 | 1 943     |
| 2005 | 1 886     |
| 2010 | 1 799     |
| 2015 | 1 657     |
| 2020 | 1 596     |

| Jahr | Einwohner |
| ---- | --------- |
| 2021 | 1 605     |
| 2022 | 1 551     |
| 2023 | 1 533     |
| 2024 | 1 530     |

Gebietsstand des jeweiligen Jahres: Stand 31. Dezember, ab 2011 auf Basis des Zensus 2011, ab 2022 auf Basis des Zensus 2022

## Politik

### Gemeindevertretung
Die Gemeindevertretung von Neiße-Malxetal besteht aus 12 Gemeindevertretern und dem ehrenamtlichen Bürgermeister. Die Kommunalwahl am 9. Juni 2024 führte bei einer Wahlbeteiligung von 72,5 % zu folgendem Ergebnis:
| Partei / Wählergruppe              | Stimmenanteil | Sitze |
| ---------------------------------- | ------------- | ----- |
| Wählergruppe Wir sind Heimat       | 55,1 %        | 7     |
| AfD                                | 22,9 %        | 3     |
| Wählergruppe Heimat Neiße-Malxetal | 22,0 %        | 2     |

Die AfD war mit nur zwei Kandidaten angetreten, daher bleibt ein Sitz in der Gemeindevertretung unbesetzt.

### Bürgermeister
- 2003–2023: Eberhard Müller (parteilos)[8]
- 2023–2024: René Prüfer (AfD)[9]
- seit 2024: Rainer Riedel (Wir sind Heimat)

Bei der Bürgermeisterwahl am 9. Juni 2024 erhielt Prüfer 37,8 % der Stimmen. Da es keine weiteren Bewerber für das Amt gab und er dennoch nicht die absolute Mehrheit erreichte, wurde der Bürgermeister nach § 72 (2) des Brandenburgischen Kommunalwahlgesetzes durch die Gemeindevertretung aus ihren Reihen gewählt. In der Sitzung der Gemeindevertretung am 11. September 2024 wurde Rainer Riedel zum neuen Bürgermeister gewählt.

## Sehenswürdigkeiten

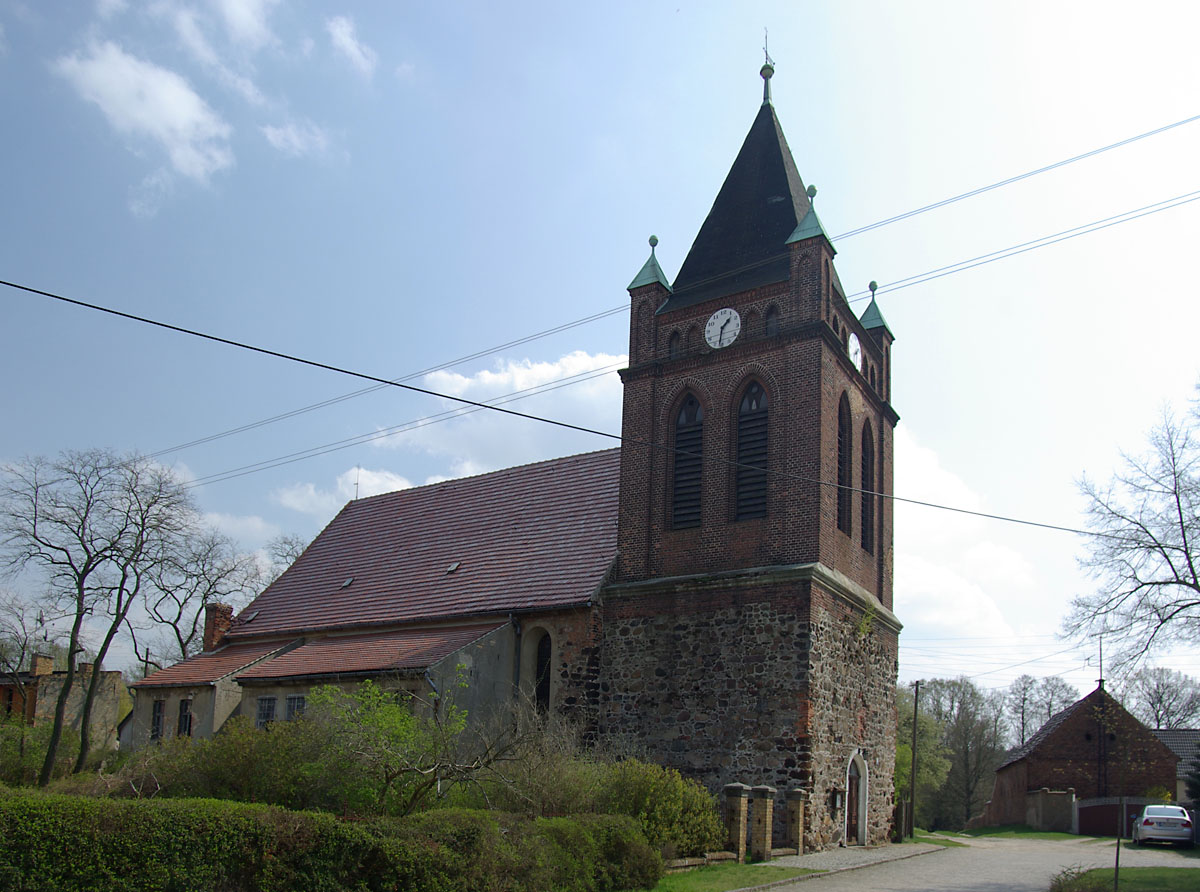
Kirche Groß Kölzig

In der Liste der Baudenkmale in Neiße-Malxetal und in Liste der Bodendenkmale in Neiße-Malxetal stehen die in der Denkmalliste des Landes Brandenburg eingetragenen Denkmale.
- Tierpark Jocksdorf mit Weißbüscheläffchen, Lisztaffen, Indischen Hutaffen und Rhesusaffen

## Verkehr
Im Nordwesten des Gemeindegebiets verläuft die Bundesstraße 115 zwischen Forst (Lausitz) und Bad Muskau.
Der Bahnhof Groß Kölzig lag an der Bahnstrecke Weißwasser–Forst, auf welcher der Personenverkehr 1996 eingestellt wurde.

## Persönlichkeiten
- Aemilius Wagler (1817–1883), klassischer Philologe, geboren in Preschen